# 尼羅口孵非鯽
尼羅口孵非鯽是輻鰭魚綱鱸形目隆頭魚亞目慈鯛科下的一種，又名尼羅吳郭魚、南洋鯽仔。

## 分布
本魚原產分布於非洲，並引入臺灣各河川湖泊，為外來種。

## 特徵
本魚體側扁，呈暗棕色，腹部色淡，鰓蓋具黑斑；背鰭及臀鰭軟條具褐色條紋；尾鰭截形，背鰭硬棘15-18枚;背鰭軟條11-13枚;臀鰭硬棘3枚;臀鰭軟條9-11枚，體長可達60公分。

## 生態
本魚為初級淡水魚，屬廣鹽性魚類，環境適應力強，屬雜食性，以浮游生物、絲藻及腐葉為食，繁殖力強，產卵時會掘地築巢，親魚會守護卵孵化，幼魚遇到危險時，親魚會將幼魚含在口中保護牠們。

## 經濟利用
為高經濟價值的食用魚及養殖魚類。